# Geotrygon montana
Geotrygon montana là một loài chim trong họ Columbidae.